# Tityus obtusus
Espèce
Synonymes
- Isometrus obtusus Karsch, 1879

Tityus obtusus est une espèce de scorpions de la famille des Buthidae.

## Distribution
Cette espèce est endémique de Porto Rico.

## Description
Les mâles mesurent de 46 à 66 mm et les femelles de 53 à 63 mm.

## Systématique et taxinomie
Cette espèce a été décrite sous le protonyme Isometrus obtusus par Karsch en 1879. Elle est placée dans le genre Tityus par Kraepelin en 1899.

## Publication originale
- Karsch, 1879 : « Skorpionologische Beiträge. II. » Mittheilungen des Münchener Entomologischen Vereins, vol. 3, no 2, p. 97-136 (texte intégral).